# エフピコ

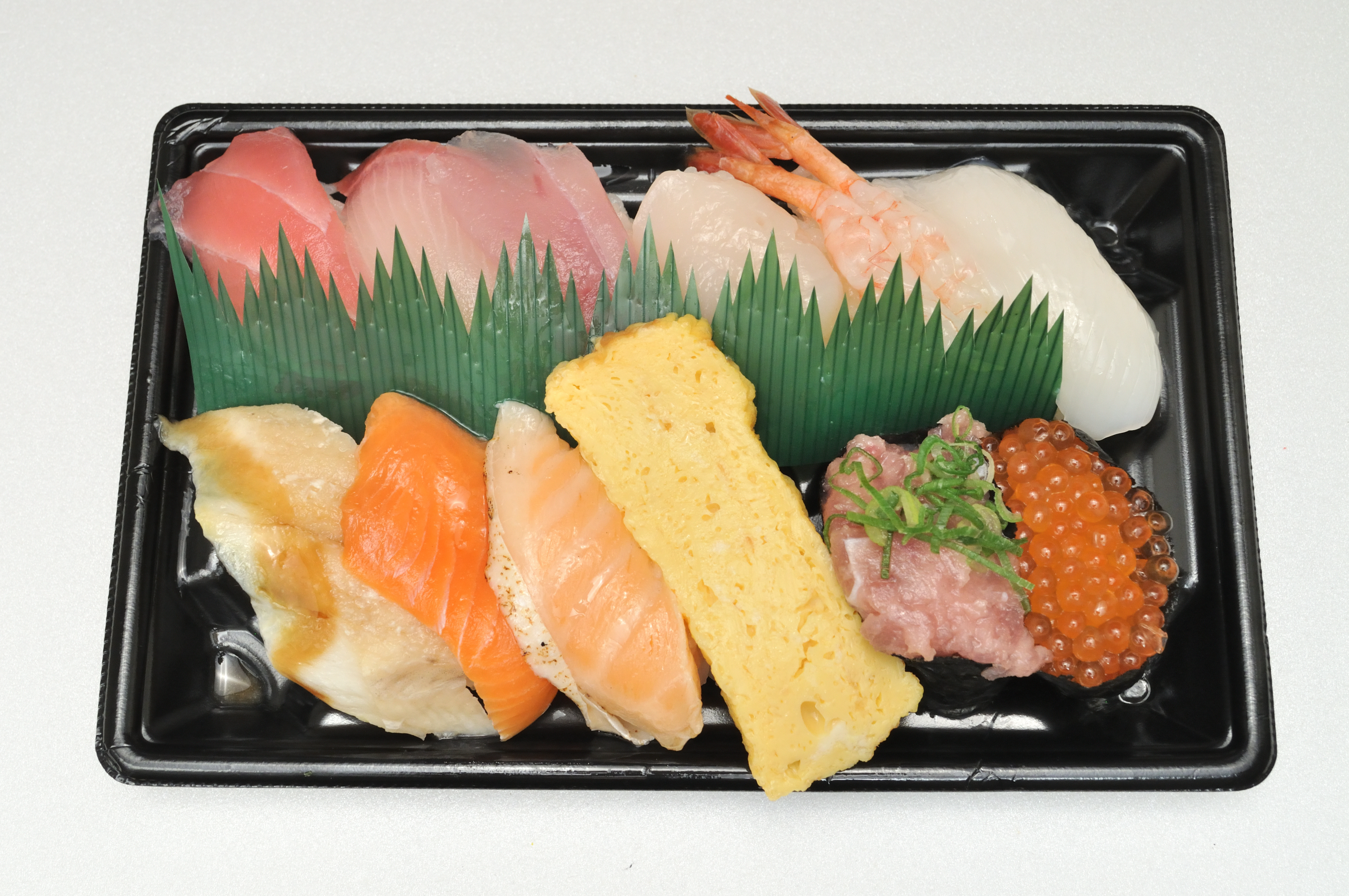
エフピコ製簡易食品容器に詰められたあきんどスシローの寿司

株式会社エフピコ（英: FP CORPORATION）は、広島県福山市に本社を置く食品容器の製造・販売等の会社である。食品容器製造では最大手で、シェアの3割を占めている。

## 概要
岡山県井原市出身の小松安弘が「福山パール紙工株式会社」として設立し、1989年に株式会社エフピコに社名を変更した。広島県における有力企業のひとつで、東京証券取引所のプライム上場企業（証券コード:7947）である。本社は広島県福山市曙町1丁目にあるが、東京本社を東京都新宿区西新宿6丁目にある新宿オークタワー内に設置している。
スーパーマーケット、食料品店などで使用される簡易食品容器（いわゆるトレー）の製造・販売を専業とするメーカーであり、1981年には初めてカラートレーを製品化した。また登録商標でもある「エコトレー」は、回収したトレーから精製したペレットから作られ、販売されている。また使用済みペットボトルから精製した「エコAPET」の製造も行う。
障害者雇用にも力を入れており、東洋経済新報社によると、2017年度の障害者雇用率はグループで13.78%に達し、2位であった。

## 沿革
- 1962年（昭和37年）7月 - 福山パール紙工株式会社を設立。
- 1980年（昭和55年）1月 - 使用したトレーの回収を開始。
- 1981年（昭和56年）- カラートレーの販売を開始[6]。
- 1989年（昭和64年）1月 - 現社名に変更。
- 1989年（平成元年）11月 - 広島証券取引所に上場。
- 1990年（平成元年）- 食品トレーの再生事業を開始[7]。
- 1991年（平成3年）2月 - 大阪証券取引所2部に上場。
- 2000年（平成12年）3月 - 広島証券取引所廃止により、東京証券取引所2部に上場。
- 2005年（平成17年）9月 - 東京証券取引所、大阪証券取引所各1部へ指定替え。
- 2010年（平成22年）- 渋沢栄一賞を受賞。
- 2011年（平成23年）- 日本初の食品用PET再生工場である中部リサイクルセンターが開業[7]。
- 2019年（令和元年）- 「出前館」を運営する夢の街創造委員会と提携[10]。

## グループ企業
製造・流通・販売のために広島県を中心に全国各地に多くの子会社や協力会社を持っている。
詳細は エフピコグループ会社(公式ページ) を参照

## テレビ番組
- 日経スペシャル カンブリア宮殿 世の中いいことなんか起こらない! ～苦境に強いネガティブ経営術～（2010年4月26日、テレビ東京）[11]
- 探検ファクトリー　ずれない・もれない！国内最大の食品トレー工場とは？(2025年5月24日、NHK)

## 書籍

### 関連書籍
- 『私の経営学(2)』（著者:茂木友三郎 福原義春 梯郁太郎 佐野實 小松安弘）（2011年3月1日、商工中金経済研究所）ISBN 9784904735367